# Brookings County
Brookings County är ett administrativt område i delstaten South Dakota, USA, med 31 965 invånare. Den administrativa huvudorten (county seat) är Brookings.

## Geografi
Enligt United States Census Bureau så har countyt en total area på 2 084 km². 2 058 km² av den arean är land och 27 km² är vatten.  

### Angränsande countyn
- Deuel County, South Dakota - nord
- Lincoln County, Minnesota - öst
- Moody County, South Dakota - syd
- Lake County, South Dakota - sydväst
- Kingsbury County, South Dakota - väst
- Hamlin County, South Dakota - nordväst